# Луисвилл Кардиналс (баскетбол)
«Луисвилл Кардиналс» — баскетбольная команда, представляет Луисвиллский университет в чемпионате NCAA, выступает в Конференции Атлантического побережья. «Луисвилл» выигрывал чемпионский титул два раза — в 1980 и 1986 годах. Команда также одержала победу в национальном чемпионате 2013 года, но впоследствии была лишена титула из-за разгоревшегося в 2015 году секс-скандала. Последние успехи команды связывают с главным тренером команды Риком Питино, который выводил «Кардиналс» 9 раз за 11 лет в главный турнир, достигая финала четырёх дважды (в 2005, 2012 годах).

## Задрафтованные игроки (с 1989)
| ^ | Действующий игрок |

| Год  | Игрок                 | Раунд | Выбор | Команда драфта              | Последняя команда           |
| ---- | --------------------- | ----- | ----- | --------------------------- | --------------------------- |
| 1989 | Первис Эллисон (ТФ)   | 1     | 1     | Сакраменто Кингз            | Сиэтл Суперсоникс           |
| 1989 | Кенни Пэйн (ТФ)       | 1     | 19    | Филадельфия Севенти Сиксерс | Филадельфия Севенти Сиксерс |
| 1990 | Фелтон Спенсер (Ц)    | 1     | 6     | Миннесота Тимбервулвз       | Нью-Йорк Никс               |
| 1991 | Лабрэдфорд Смит (АЗ)  | 1     | 19    | Вашингтон Уизардс           | Балтимор Бэйраннерс (IBL)   |
| 1994 | Клиффорд Розье (ТФ)   | 1     | 16    | Голден Стэйт Уорриорз       | Куад Сити Тандер (CBA)      |
| 1994 | Грег Майнор (АЗ)      | 1     | 25    | Лос-Анджелес Клипперс       | Бостон Селтикс              |
| 1994 | Дуэйн Мортон (Ф)      | 2     | 45    | Голден Стэйт Уорриорз       | Черноморец                  |
| 1996 | Самаки Уокер (ТФ)     | 1     | 9     | Даллас Маверикс             | Заньян                      |
| 1997 | Дехуан Уит (РЗ)       | 2     | 52    | Лос-Анджелес Лэйкерс        | Солес де Мехикали           |
| 2003 | Риз Гэйнс (ЛФ)        | 1     | 15    | Орландо Мэджик              | Гуарос                      |
| 2005 | Франциско Гарсия (АЗ) | 1     | 23    | Сакраменто Кингз            | Хьюстон Рокетс              |
| 2009 | Терренс Уильямс (ЛФ)  | 1     | 11    | Нью-Джерси Нетс             | Турк Телеком                |
| 2009 | Эрл Кларк (ТФ)        | 1     | 14    | Финикс Санз                 | Кливленд Кавальерс          |
| 2017 | Донован Митчелл (АЗ)  | 1     | 13    | Денвер Наггетс              | Юта Джаз                    |

## Достижения
- Чемпион Helms: 1924
- Чемпион NCAA: 1980, 1986, 2013
- Полуфиналист NCAA: 1959, 1972, 1975, 1980, 1982, 1983, 1986, 2005, 2012 , 2013
- Четвертьфиналист NCAA: 1959, 1972, 1975, 1980, 1982, 1983, 1986, 1997, 2005, 2008, 2009, 2012 , 2013 , 2015
- 1/8 NCAA: 1959, 1961, 1967, 1968, 1972, 1974, 1975, 1978, 1979, 1980, 1982, 1983, 1984, 1986, 1988, 1989, 1993, 1994, 1996, 1997, 2005, 2008, 2009, 2012 , 2013 , 2014 , 2015
- Участие в NCAA: 1951, 1959, 1961, 1964, 1967, 1968, 1972, 1974, 1975, 1977, 1978, 1979, 1980, 1981, 1982, 1983, 1984, 1986, 1988, 1989, 1990, 1992, 1993, 1994, 1995, 1996, 1997, 1999, 2000, 2003, 2004, 2005, 2007, 2008, 2009, 2010, 2011, 2012 , 2013 , 2014 , 2015 , 2017, 2019
- Победители турнира конференции: 1928, 1929, 1978, 1981, 1983, 1986, 1988, 1989, 1990, 1993, 1994, 1995, 2003, 2005, 2009, 2012 , 2013 , 2014
- Победители регулярного чемпионата конференции: 1967, 1968, 1971, 1972, 1974, 1975, 1977, 1979, 1980, 1981, 1983, 1984, 1986, 1987, 1988, 1990, 1993, 1994, 2005, 2009, 2013 , 2014